# Kanton Tavaux
Der Kanton Tavaux ist ein französischer Wahlkreis im Département Jura in der Region Bourgogne-Franche-Comté. Er umfasst 29 Gemeinden im Arrondissement Dole. Bei der landesweiten Neuordnung der französischen Kantone wurde er 2015 neu geschaffen mit Tavaux als Hauptort (frz.: bureau centralisateur).

## Gemeinden
Der Kanton besteht aus 29 Gemeinden mit insgesamt 18.089 Einwohnern (Stand: 1. Januar 2022) auf einer Gesamtfläche von 305,48 km²:
| Gemeinde               | Einwohner 1. Januar 2022 | Fläche km² | Dichte Einw./km² | Code INSEE | Postleitzahl |
| ---------------------- | ------------------------ | ---------- | ---------------- | ---------- | ------------ |
| Abergement-la-Ronce    | 832                      | 7,12       | 117              | 39001      | 39500        |
| Annoire                | 423                      | 15,69      | 27               | 39011      | 39120        |
| Asnans-Beauvoisin      | 724                      | 16,24      | 45               | 39022      | 39120        |
| Aumur                  | 389                      | 9,22       | 42               | 39029      | 39410        |
| Balaiseaux             | 300                      | 6,01       | 50               | 39034      | 39120        |
| Bretenières            | 44                       | 4,11       | 11               | 39077      | 39120        |
| Champdivers            | 445                      | 7,45       | 60               | 39099      | 39500        |
| Chaînée-des-Coupis     | 185                      | 5,04       | 37               | 39090      | 39120        |
| Chaussin               | 1.576                    | 16,82      | 94               | 39128      | 39120        |
| Chemin                 | 317                      | 9,14       | 35               | 39138      | 39120        |
| Chêne-Bernard          | 80                       | 3,61       | 22               | 39139      | 39120        |
| Gatey                  | 364                      | 14,84      | 25               | 39245      | 39120        |
| Le Deschaux            | 1.030                    | 8,56       | 120              | 39193      | 39120        |
| Les Essards-Taignevaux | 247                      | 5,40       | 46               | 39211      | 39120        |
| Les Hays               | 351                      | 6,80       | 52               | 39266      | 39120        |
| Longwy-sur-le-Doubs    | 493                      | 16,46      | 30               | 39299      | 39120        |
| Molay                  | 506                      | 6,38       | 79               | 39338      | 39500        |
| Neublans-Abergement    | 549                      | 11,64      | 47               | 39385      | 39120        |
| Peseux                 | 295                      | 5,36       | 55               | 39412      | 39120        |
| Petit-Noir             | 1.063                    | 20,52      | 52               | 39415      | 39120        |
| Pleure                 | 437                      | 5,07       | 86               | 39429      | 39120        |
| Rahon                  | 450                      | 19,60      | 23               | 39448      | 39120        |
| Saint-Aubin            | 1.855                    | 33,76      | 55               | 39476      | 39410        |
| Saint-Baraing          | 255                      | 6,28       | 41               | 39477      | 39120        |
| Saint-Loup             | 239                      | 9,58       | 25               | 39490      | 39120        |
| Séligney               | 78                       | 4,15       | 19               | 39507      | 39120        |
| Tassenières            | 396                      | 6,64       | 60               | 39525      | 39120        |
| Tavaux                 | 3.926                    | 13,86      | 283              | 39526      | 39500        |
| Villers-Robert         | 240                      | 10,13      | 24               | 39571      | 39120        |
| Kanton Tavaux          | 18.089                   | 305,48     | 59               | 3917       | –            |

## Politik
| Vertreter im Departementrat | Vertreter im Departementrat         | Vertreter im Departementrat |
| Amtszeit                    | Namen                               | Partei                      |
| --------------------------- | ----------------------------------- | --------------------------- |
| 2015–                       | Jean-Michel Daubigney Chantal Torck | UD                          |